# Pila de protocolos

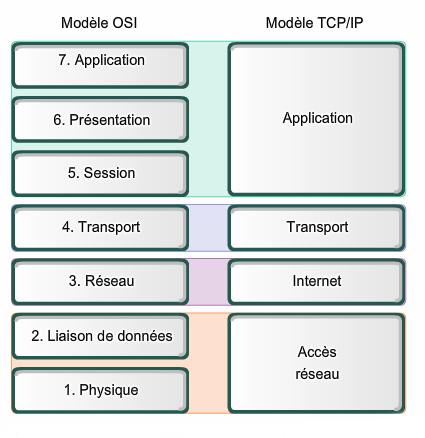
Comparación de modelos OSI y TCP/IP

La pila de protocolos, ( de protocol stack en inglés) es una colección ordenada de protocolos organizados en capas que se ponen unas encima de otras y en donde cada protocolo implementa una abstracción encuadrada en la abstracción que proporciona la capa sobre la que está encuadrada. Los protocolos encuadrados en la capa inferior proporcionan sus servicios a los protocolos de la capa superior para que estos puedan realizar su propia funcionalidad.

## Ejemplos

### Pila OSI
El Modelo OSI fue creado con el fin de estandarizar los múltiples stacks presentes en la década de los '70 y '80. OSI cubre siete niveles:
- Nivel 1 o físico, se describen los conectores a usar, niveles de voltaje, cómo configurar un bit, etc. El objetivo es definir todo lo necesario para conectar dos sistemas entre sí y transferir bits entre ellos.
- Nivel 2 o de enlace, describe la forma de crear un paquete, delimitarlo y algunos detalles como establecimiento de las conexiones o control de errores, si fuera necesario.
- Nivel 3 o de red, habla de cómo un paquete viaja por la red.
- Nivel 4 o de transporte, habla de cómo el origen y el destino intercambian datos.
- Nivel 5 o de sesión, es el encargado de solucionar los problemas del Nivel 4, en el caso de que haya habido algún fallo en la conexión.
- Nivel 6 o de presentación, se encarga de ajustar la representación de datos para distintas arquitecturas. Es el nivel encargado del cifrado y la compresión de datos.
- Nivel 7 o de aplicación, consiste en datos del usuario y no se hace suposición sobre los contenidos.

### Pila TCP/IP
La pila TCP/IP, denominada así debido a los protocolos más importantes que lo componen: Protocolo de Control de Transmisión (TCP) y Protocolo de Internet (IP), los cuales fueron los primeros en definirse.
Existen tantos protocolos en este conjunto que llegan a ser más de 100 diferentes. Entre ellos se encuentra el popular HTTP (Hypertext Transfer Protocol) que es el que se utiliza para acceder a las páginas web, además de otros como el ARP (Address Resolution Protocol) para la resolución de direcciones, el FTP (File Transfer Protocol) para transferencia de archivos, el SMTP (Simple Mail Transfer Protocol) y el POP (Post Office Protocol) para correo electrónico, TELNET para acceder a equipos remotos, entre otros.
La pila tiene cuatro capas:
- La capa Acceso a la Red, usualmente ligada con el nivel 1 y 2 de OSI.
- La capa de internet, similar al nivel 3 de OSI.
- La capa de transporte, similar al nivel 4 de OSI.
- La capa de aplicación, equivalente al nivel 5,6 y 7 de OSI.